# United Sports Club
Vous lisez un « bon article » labellisé en 2018.
Maillots
L'United Sports Club, abrégé en United SC, est un club de football français fondé en 1894, disparu en 1909 et situé à Paris.
L'United SC fusionne en 1906 avec le Football Club suisse et prend le nom d'United Sports and Swiss Club.
Le club est l'un des premiers clubs de football fondés en France. Créé par des membres britanniques du Standard Athletic Club, il commence ses activités dès la deuxième édition du championnat de France organisé par l'Union des sociétés françaises de sports athlétiques, la première compétition de football en France. Le club se maintient ensuite en première série du championnat de France puis du championnat de Paris lorsque la compétition s'ouvre à la province, et prend de l'importance.
L'United SC termine vice-champion de Paris en 1902 puis remporte la Coupe Dewar 1903. La saison 1903-1904 est la plus aboutie de l'histoire du club. Celui-ci termine champion de Paris et se qualifie pour le championnat de France. L'United SC élimine le Sport athlétique sézannais puis l'Olympique de Marseille, mais échoue en finale face au Racing Club roubaisien, alors double champion de France en titre et favori de cette finale.
Par la suite, le club se fait surtout remarquer pour la violence de ses joueurs, recevant la désapprobation de la presse et de ses adversaires, qui envisagent un temps de le faire exclure de l'USFSA. Relégué en deuxième série à l'issue de la saison 1908-1909, l'United SSC choisit de ne pas y prendre part et disparait dans la foulée.
Le club, qui a la particularité d'être le premier club parisien qu'ait affronté l'Olympique de Marseille en match officiel, jouait avec un maillot mi-bleu ciel et mi-bleu marine.

## Historique

### Genèse du club (1894-1898)
La fondation de l'United Sports Club est due à la famille Wynn, pionnière du football français. Celle-ci compte le père Henri, gardien, et les frères Edouard et Aubry, joueurs de champ. Ils fondent l'éphémère Gordon Football Club en 1891,, puis participent à la fondation du Standard Athletic Club l'année suivante,. Henri et Edouard remportent avec le Standard AC les deux premiers titres du championnat de France de football de l'Union des sociétés françaises de sports athlétiques (USFSA), en 1894 et 1895,.
Entretemps, les Wynn fondent leur propre club, qu'ils nomment United Sports Club, mais restent dans un premier temps membres du Standard AC,. Duhamel et Sorez donnent la date de septembre 1894,, mais on trouve dans le Galignani's Messenger l'annonce d'un match amical joué le 22 avril entre l'United Sports et l'équipe seconde du Standard AC,.
Le club adopte comme couleurs un maillot mi-bleu marine mi-bleu ciel,. L'United SC est un club de Britanniques, qui ne compte à ses débuts que deux Français, les arrières Conchon et Deleclerc. Il s'installe sur l'ancien terrain du Standard AC à la porte Dauphine, à Paris. Le premier match connu de l'United SC est une défaite par deux buts à un face au Paris Star en match d'entrainement le 26 janvier 1895.
L'United Sports Club fait partie des huit clubs à prendre part au deuxième championnat de France de l'USFSA, joué sous forme de matchs à élimination directe. Les trois meilleurs clubs sont alors le Standard AC, les White Rovers et le Club français, qui héritent du statut de tête de série. Le 10 mars 1895, l'United est directement éliminé en quart de finale par le Standard AC, par treize buts à zéro. Le championnat de France 1896 est ensuite joué sous forme de tournoi toutes rondes. L'United termine huitième sur neuf équipes, avec seulement deux victoires pour huit défaites. La saison 1895-1896 est néanmoins l'occasion pour le club de disputer son premier match international. Le 6 janvier 1896, l'United SC se rend à Bruxelles pour jouer contre le Racing Club de Bruxelles, qui dispute cette saison le premier championnat de Belgique. Au bois de la Cambre, l'United domine, mais les Belges l'emportent par un but à zéro. Le 5 avril, pour les fêtes de Pâques, la revanche a lieu place Collanges à Levallois-Perret sur le terrain de rugby du Racing Club de France. Le RC Bruxelles confirme sa première victoire, l'emportant cette fois par deux buts à zéro.
Pour le championnat de France 1897, l'United termine sixième sur neuf clubs, évitant de peu la relégation en 2e série, le championnat passant à seulement six clubs pour la saison 1897-1898. Le club termine le championnat de France 1898 à la troisième place, seulement battu par le Standard AC et le Club français, vainqueurs de tous les titres parisiens jusqu'en 1901.

### Le temps des titres (1898-1904)

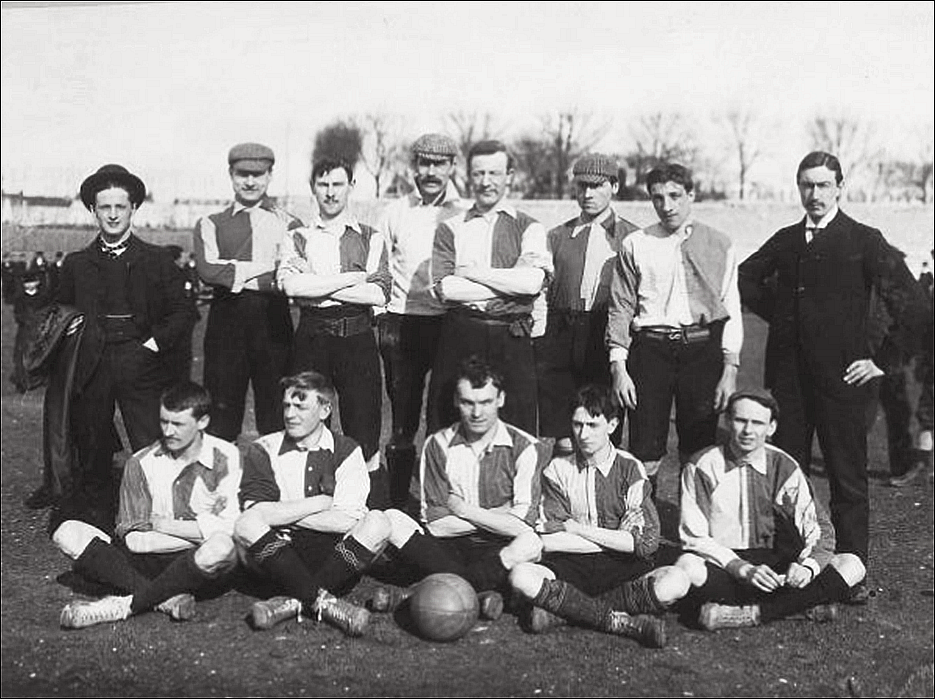
L'United SC le jour de la finale de la Coupe Dewar 1902

L'United Sports Club continue à prendre de l'importance en prenant la troisième place du championnat de Paris 1899-1900. Le club va alors aussi se distinguer en Coupe Dewar. Désormais renforcé par la présence des membres de la famille Wynn, les Bleus atteignent la finale en 1902 mais sont battus par le Standard AC par un but à zéro. L'organisation est délicate ; les lignes de touche n'ayant pas été marquées et les cordes devant maintenir le public autour du terrain n'ayant pas été installées, le terrain est envahi à plusieurs reprises par les spectateurs pendant le match. À cinq minutes de la fin du match, sur un nouvel envahissement, les supporters des deux clubs sont mêmes proches d'en venir aux mains au beau milieu du terrain. Le journaliste de L'Auto conclut son résumé par un « franchement, encore deux parties organisées comme celle-là et le football est perdu à Paris. »,.
Après cette défaite en finale, l'United Sports Club remporte le premier titre de son histoire lors de la Coupe Dewar 1903. Pour la finale face au Club français, le club reçoit, comme l'autorise le règlement de la compétition, le renfort de deux joueurs du Racing Club de France, Neville Tunmer et Raoul Matthey. La victoire par quatre buts à trois après prolongation des joueurs de l'United est jugée comme « le match le plus intéressant de cette saison qui prend fin. ».
L'United SC commence alors la saison 1903-1904 comme l'un des favoris du championnat de Paris, d'autant plus que le club avait déjà échoué de peu en 1902, étant seulement battu en match de barrage pour le titre par le RC France, avec de surcroit une équipe amputée de trois de ses avants, tous malades ou éloignés de Paris pour raisons professionnelles. Le club tient son rang, terminant premier de son groupe et se qualifiant pour la phase finale du championnat, où il remporte le titre lors de la dernière journée en battant le Racing Club de France, double champion en titre,,. L'Auto souligne la réussite tardive de ce club parisien historique, en notant que « depuis dix ans, l'United SC joue dans toutes les épreuves le rôle de comparse, se montrant l'égal des meilleurs, figurant dans nombre de finales, se faisant éliminer au dernier moment » et que « cette année, enfin, son équipe connaît le succès et remporte le titre si envié de champion de Paris. ».

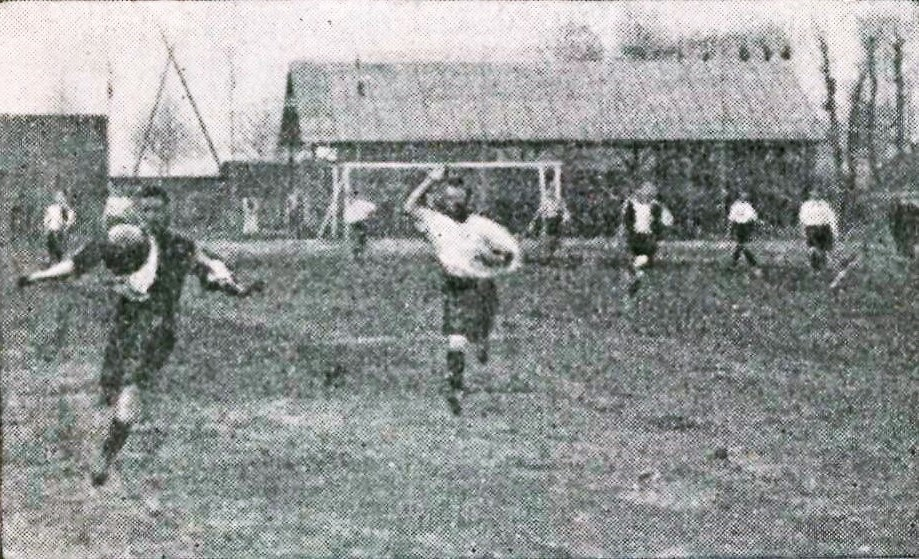
Action de jeu lors de la finale du championnat de France 1904

Ce titre qualifie l'United SC pour le championnat de France 1904. Le club se défait facilement du Sport athlétique sézannais, champion du Centre-Est, puis de l'Olympique de Marseille, champion du Littoral, pour accéder à la finale contre le champion du Nord, le Racing Club roubaisien. Les Roubaisiens sont doubles champion de France en titre, succès déjà obtenus contre le champion de Paris, alors le Racing Club de France.
La finale a lieu le dimanche 17 avril 1904 à Lille. Celle-ci est quelque peu occultée dans la presse par la finale de la Coupe Dewar, qui a lieu le même jour. L'United SC doit jouer sans son capitaine, Havercroft, blessé lors de la demi-finale. Le club parvient néanmoins à mener par deux buts à zéro après vingt minutes de jeu grâce à des buts de Senn et Marsh, mais se fait remonter et s'incline finalement par quatre buts à deux. Il ressort des comptes-rendus une partie « d'abord très intéressante », mais qui a « ensuite été gâtée par la violente brutalité des joueurs parisiens. ».

### Un club violent désapprouvé par la presse et les autres équipes (1904-1909)
Au-delà de ses succès, l'United Sports Club s'est en effet particulièrement fait remarquer pour la brutalité de ses joueurs. Si cette brutalité liée à la pratique du football en général est déplorée dans la presse dès la fin des années 1890, l'United SC a été le club le plus sanctionné par l'USFSA sur la période 1902-1906,. Aubry Wynn est même sanctionné à deux reprises, ce qui n'est arrivé qu'à six joueurs. Ainsi, L'Auto relate une scène de pugilat survenue le 15 février 1903 lors du match de championnat entre l'United et le RC France. L'arrière Edouard Wynn, qui « a la spécialité d'arrêter les avants adverses très durement », charge Aghad, l'ailier droit du Racing, mais ce dernier l'évite et Wynn, pris dans l'élan, chute et se fait culbuter par Guéroult, le demi droit du Racing. Edouard Wynn veut en venir aux mains avec Guéroult, mais son père et capitaine, Henri Wynn, qui ne jouait pas le match, entre sur le terrain pour asséner un coup de poing à Guéroult, qui lui décroche en retour un « revers du droit des plus classiques ». La bagarre générale n'est évitée que par l'intervention des spectateurs, le journal précisant que le comportement d'Henri Wynn a reçu la désapprobation de ses équipiers,. L'historien Julien Sorez juge que cette scène est édifiante à plusieurs titres, notamment car « elle montre le rôle pernicieux de certains dirigeants, qui, plutôt que d'apaiser les tensions [...], tentent d'infléchir le cours du jeu en déstabilisant l'adversaire ».
L'United SC se forge rapidement une réputation d'équipe violente. En février 1905, en déplacement sur le terrain du FC Paris, les joueurs, après avoir blessé un joueur adverse et frappé un spectateur d'un coup de poing, doivent être protégés par les dirigeants locaux, ceux-ci étant menacés par les spectateurs. La famille Wynn est la principale responsable de cette violence. À la suite d'un match contre l'AS française, la Commission de football de l'USFSA suspend Aubry Wynn huit jours pour cause de brutalité et Edouard Wynn trois mois pour insultes envers la commission.
Une campagne de presse surgit, orchestrée par L'Auto et L'Écho des sports, visant à présenter l'United SC comme un club à éviter. Le premier juge que « c'est toujours avec appréhension que l'on s'aligne contre l'United », tandis que le second ironise sur le fait qu'« il faut admirer avec quel soin ses dirigeants recrutent chaque année tout ce que l'Angleterre, la Suisse allemande et autre pays produisent de mieux sous le rapport de la brutalité ». Ce dernier commentaire illustre de plus la défiance qui s'est créée en pleine germanophobie ambiante autour d'un club, qui, à l'origine réservé aux ressortissants britanniques, a peu à peu élargi son recrutement aux communautés germanophones à partir du milieu des années 1900. La division est telle que lors de la saison 1905-1906, les clubs de première série du championnat de Paris en vont jusqu'à envisager de signer une pétition pour demander l'exclusion de l'United SC des championnats de l'USFSA, mais l'idée n'aboutit pas.
Dans le même temps, les résultats deviennent aussi moins glorieux. Si l'United parvient à se maintenir en première série, le dernier bon résultat du club demeure une qualification pour la poule finale à quatre équipes lors de la saison 1904-1905. Le club ne joue ensuite plus les premiers rôles, dans un championnat où les meilleures équipes sont devenues celles du Gallia Club, du Cercle athlétique de Paris ou encore du Racing Club de France. L'United Sports Club poursuit également son rapprochement avec la communauté suisse de Paris, en fusionnant en 1906 avec le Football Club suisse, changeant son nom en United Sports and Swiss Club.
Le club ne termine la saison 1908-1909 qu'à la neuvième place sur dix clubs, avec seulement deux victoires, et doit disputer un barrage de promotion/relégation avec les trois premiers clubs de deuxième série,. Le club peine face à ces derniers, étant battue trois buts à zéro par le Stade français, faisant match nul un but partout face au Red Star Amical Club et ne battant le Football Étoile Club de Levallois que sur forfait,. Ces résultats insuffisants envoient l'United SSC en deuxième série. Le club choisit néanmoins de pas y prendre part et disparait dans la foulée,.

## Résultats sportifs

### Palmarès
Le tableau suivant présente le palmarès de l'United Sports Club. Il se compose d'un titre de vice-champion de France en 1904, d'un titre de champion de Paris en 1904 et d'une Coupe Dewar en 1903.
| Compétitions nationales | Compétitions régionales                                              |
| --- | -------------------------------------------------------------------- |
| Championnats - Championnat de France de l'USFSA - Finaliste : 1904 Coupes - Coupe Dewar (1) - Vainqueur : 1903 - Finaliste : 1899, 1900, 1902 | Championnats - Championnat de Paris de l'USFSA (1) - Champion : 1904 |

### Bilan saison par saison
Le tableau suivant présente le bilan saison par saison de l'United Sports Club.
| Saison    | Championnat                     | Div. | Clas.  | Pts | J  | V | N | D | Bp | Bc | Diff | Coupe Dewar     |
| --------- | ------------------------------- | ---- | ------ | --- | -- | - | - | - | -- | -- | ---- | --------------- |
| 1894-1895 | Championnat de France           | –    | 1/4    | –   | 1  | 0 | 0 | 1 | 0  | 13 | -13  |                 |
| 1895-1896 | Championnat de France           | –    | 8 / 9  | 4   | 8  | 2 | 0 | 6 | 12 | 20 | -8   |                 |
| 1896-1897 | 1re série (France)              | 1    | 6 / 9  | 7   | 8  | 3 | 1 | 4 | 11 | 18 | -7   |                 |
| 1897-1898 | 1re série (France)              | 1    | 3 / 6  | 11  | 10 | 5 | 1 | 4 | 10 | 22 | -12  |                 |
| 1898-1899 | 1re série (Paris)               | 1    | ? / ?  |     |    |   |   |   |    |    |      | ?               |
| 1899-1900 | 1re série (Paris)               | 1    | 3 / 8  | 18  | 14 | 8 | 2 | 4 | 31 | 24 | +7   | Finale          |
| 1900-1901 | 1re série (Paris)               | 1    | ? / 8  |     |    |   |   |   |    |    |      | Demi-finale     |
| 1901-1902 | 1re série (Paris)               | 1    | ? / 7  |     |    |   |   |   |    |    |      | Finale          |
| 1901-1902 | 1re série, barrage (Paris)      | –    | 2 / 2  | –   | 1  | 0 | 0 | 1 | 0  | 2  | -2   | Finale          |
| 1902-1903 | 1re série (Paris)               | 1    | 6 / 8  |     |    |   |   |   |    |    |      | Victoire        |
| 1903-1904 | 1re série, groupe A (Paris)     | 1    | 1 / 6  |     |    |   |   |   |    |    |      | non participant |
| 1903-1904 | 1re série, poule finale (Paris) | –    | 1 / 4  | 5   | 3  | 2 | 1 | 0 | 14 | 3  | +11  | non participant |
| 1903-1904 | Championnat de France           | –    | Finale | –   | 3  | 2 | 0 | 1 | 14 | 4  | +10  | non participant |
| 1904-1905 | 1re série (Paris)               | 1    | ? / 12 |     |    |   |   |   |    |    |      | non participant |
| 1904-1905 | 1re série, poule finale (Paris) | –    | ? / 4  |     |    |   |   |   |    |    |      | non participant |
| 1905-1906 | 1re série (Paris)               | 1    | ? / 12 |     |    |   |   |   |    |    |      | non participant |
| 1906-1907 | 1re série (Paris)               | 1    | ? / 10 |     |    |   |   |   |    |    |      | non participant |
| 1907-1908 | 1re série (Paris)               | 1    | ? / 10 |     |    |   |   |   |    |    |      | Premier tour    |
| 1908-1909 | 1re série (Paris)               | 1    | ? / 10 |     |    |   |   |   |    |    |      | non participant |

## Joueurs
Parmi les joueurs de l'United Sports Club, ceux qui reviennent le plus souvent dans les sources sont ceux de la famille Wynn. Trois membres jouent régulièrement au début des années 1900 : le père Henri, gardien, et les frères Edouard et Aubry, qui forment la paire d'arrière. Aubert Wynn, joueur de l'équipe troisième lors de la saison 1901-1902, est de plus appelé à disputer la finale du championnat de Paris 1902 au cours de laquelle le club doit faire face aux forfaits de trois joueurs de sa ligne d'avants. Il y a aussi un L. Wynn présent dans l'équipe lors de la saison 1905-1906. Henri Wynn, joueur le plus âgé, était également responsable de composer les équipes et de mettre en place les tactiques.
| Joueur         | Sél. | Période | Tot. |
| -------------- | ---- | ------- | ---- |
| Eugène Nicolaï | 2    | 1905    | 2    |

Les bons résultats du club obtenus entre les saisons 1901-1902 et 1903-1904 le sont par une équipe articulée autour du gardien Henri Wynn, des arrières Edouard Wynn et Aubry Wynn, des demis Mainwaring et Alfred Gindrat, et des avants Havercroft, Probert, Bone et Marsh,,.
Deux joueurs passés par le club ont porté le maillot de l'équipe de France. Eugène Nicolaï est sélectionné lorsqu'il est joueur au club pour les deux matchs joués par l'équipe de France en 1905. Malgré un long résumé dans L'Auto de la victoire contre la Suisse du 12 février, le joueur n'est pas mentionné dans l'analyse. Son nom n'est pas non plus évoqué lors des résumés du match contre la Belgique du 7 mai,. Le second joueur est Alfred Gindrat, qui fait son apparition dans l'équipe en 1902 à environ 18 ans et qui y reste au moins jusqu'en 1906, qui fut plus tard sélectionné en 1911 et 1912 en tant que joueur du Red Star Amical Club.

Compositions d'équipes de l'United SC
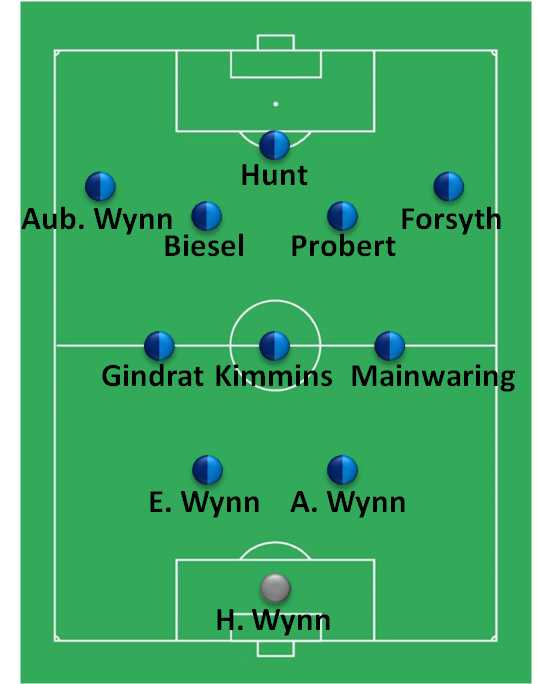
Finale du championnat de Paris 1902
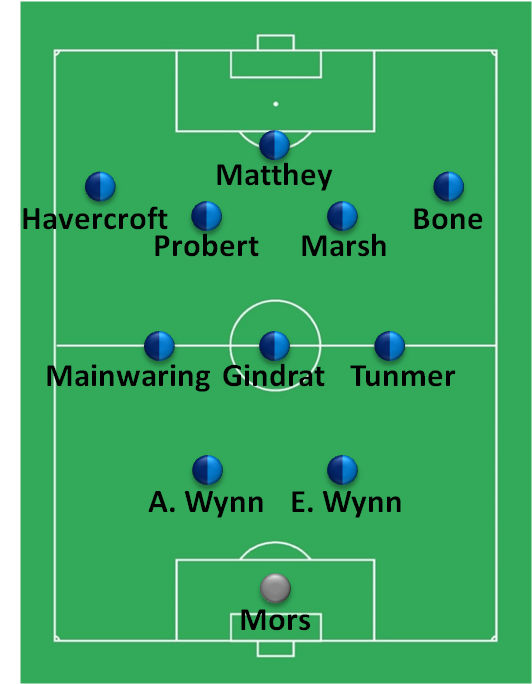
Finale de la Coupe Dewar 1903
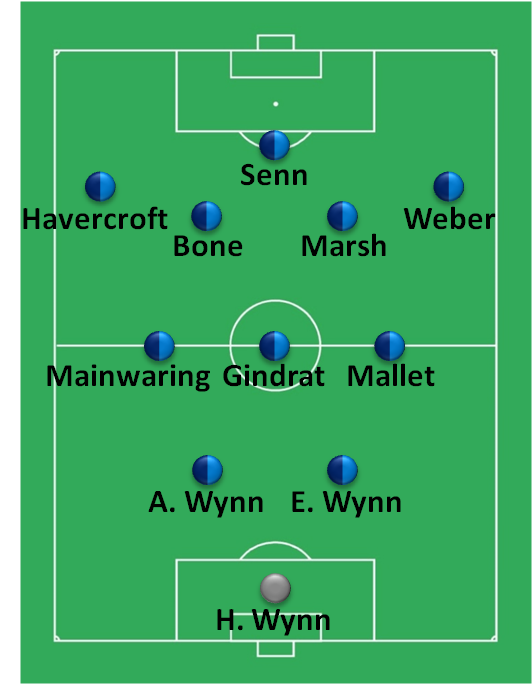
Demi-finale du championnat de France 1904